# Monty Hall
Monte Halperin, OC, OM (Winnipeg, 25 de agosto de 1921 — Los Angeles, 30 de setembro de 2017), mais conhecido pelo nome artístico de Monty Hall, foi um mestre de cerimônias, produtor de televisão, ator, cantor e comentarista esportivo canadense, mais conhecido como apresentador do game show Let's Make a Deal.

## Biografia
Hall nasceu em Winnipeg, Manitoba, Canadá, filho de Rose e Maurice Harvey Halperin, ambos pertencentes da congregação ortodoxa do Judaísmo e proprietários de um abatedouro. Ele foi criado no extremo norte de Winnipeg. Hall estudou química e zoologia na Universidade de Manitoba. Começou sua carreira no rádio em Toronto.
Inicialmente, nos anos 1950, apresentava-se como showman em Bingo At Home da DuMont e Strike It Rich da CBS.

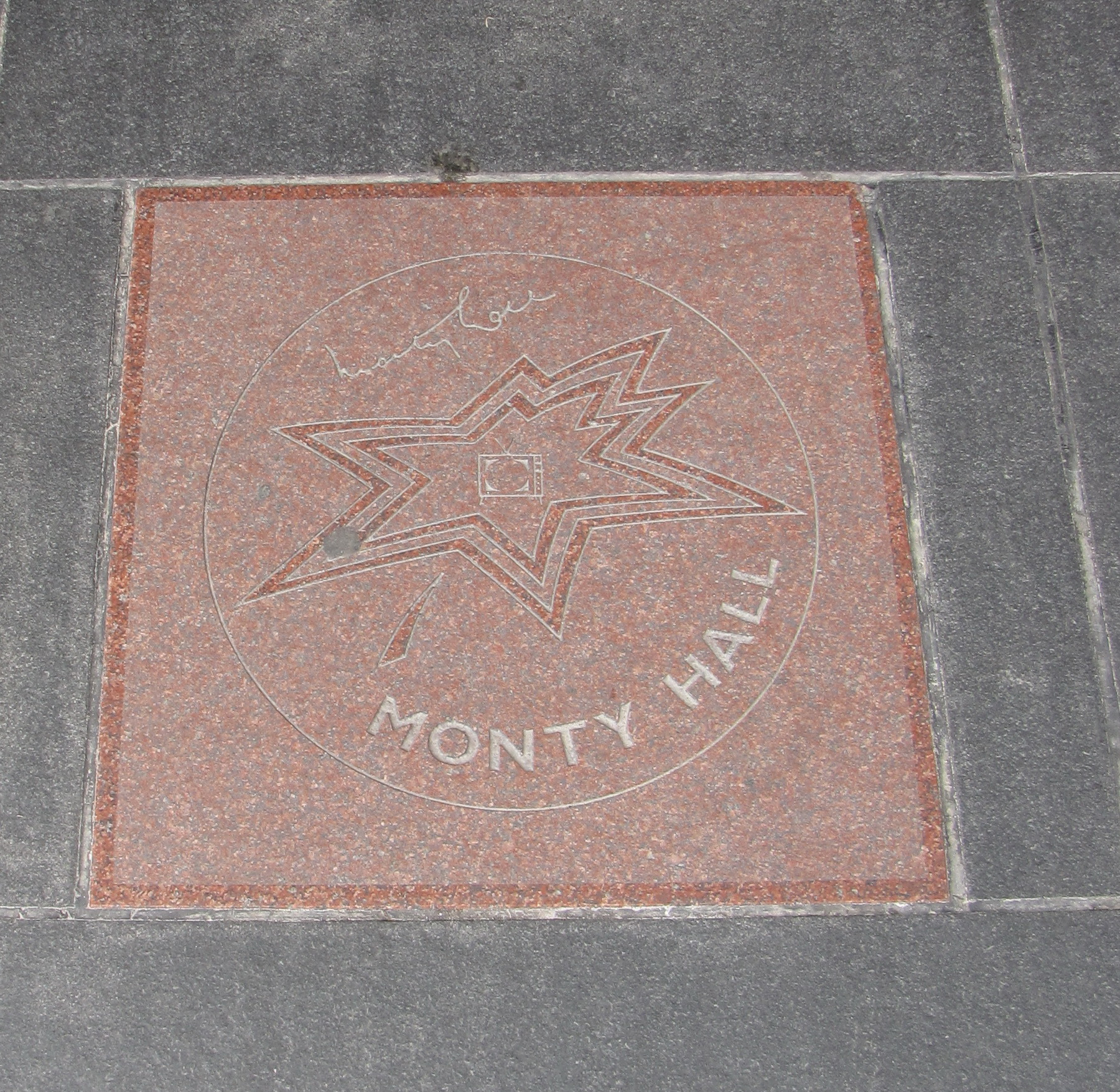
Estrela de Monty Hall na Calçada da Fama do Canadá.

Em 1958, ele desenvolveu seu primeiro show chamado Keep Talking. Seu próximo show, Your First Impression, estreou em 1962 na NBC. Durante as filmagens, ele conheceu Stefan Hatos (falecido em 1999), membro da equipe de produção. Juntos, fundaram uma produtora chamada Hatos/Hall Productions e produziram seu primeiro show conjunto, o game show Let's make a Deal. Hall foi lançado em um Showmaster exibido inicialmente entre 1963 e 1968 pela NBC, e depois de 1976, pela ABC. Por esse programa, ele foi nomeado para um Emmy. Durante a década de 1980, a série foi exibida com interrupções pela NBC. Além de Geh aufs Ganze!, eles desenvolveram Split Second, Chain Letters, 3 For the Money e It's Anybody's Guess.
Em agosto de 1973 Hall recebeu uma estrela na Calçada da Fama de Hollywood, em 2002 recebe uma estrela na Calçada da Fama do Canadá e em maio de 1988 ele foi condecorado com a Ordem do Canadá.
De um de seus shows um problema da teoria das probabilidades tornou-se popular, o chamado problema de Monty Hall, também conhecido por paradoxo de Monty Hall.

### Morte
Monty Hall faleceu em 30 de setembro de 2017, aos 96 anos, devido a um ataque cardíaco, em sua residência em Beverly Hills, em Los Angeles.